# Obituary (album)
Obituary je deseti studijski album istoimenog death metal-sastava. Album je objavljen 17. ožujka 2017. godine, a objavila ga je diskografska kuća Relapse Records.

## Popis pjesama
Tekstovi: John Tardy, glazba: Donald Tardy, Trevor Peres i Kenny Andrews.
| 1.    | »Brave«                    | 2:14 |
| 2.    | »Sentence Day«             | 2:49 |
| 3.    | »A Lesson in Vengeance«    | 3:07 |
| 4.    | »End It Now«               | 4:02 |
| 5.    | »Kneel Before Me«          | 3:04 |
| 6.    | »It Lives«                 | 3:24 |
| 7.    | »Betrayed«                 | 3:01 |
| 8.    | »Turned to Stone«          | 4:13 |
| 9.    | »Straight to Hell«         | 3:57 |
| 10.   | »Ten Thousand Ways to Die« | 3:16 |
| 11.   | »No Hope (Bonus pjesma )«  | 3:21 |
| 36:28 |                            |      |

## Zasluge
Obituary
- Donald Tardy - bubnjevi
- Trevor Peres - ritam gitara
- John Tardy - vokali
- Terry Butler - bas-gitara
- Kenny Andrews - solo-gitara

Ostalo osoblje
- Mark Prator - produkcija
- Joe Cincotta - miks
- Brad Boatright - mastering
- Ester Segarra - fotografije
- Jacob Speis - dizajn
- Andreas Marschall - omot